# 海塚駅
海塚駅（うみづかえき）は、大阪府泉南郡麻生郷村大字海塚（現在の貝塚市海塚）に存在した水間鉄道水間線の駅（廃駅）である。

## 概要
水間鉄道開業時の起点駅であり、水間線の0キロポストは現在も当駅跡地付近に存在する。当駅から貝塚駅までの区間は南海鉄道と水間鉄道の費用折半で建設されており、貨物輸送は開業時より南海に乗り入れていたものの、旅客営業の開始は当駅開業から約8年後の1934年（昭和9年）12月のことである。

## 歴史

### 年表
- 1925年（大正14年）12月24日：水間鉄道当駅 - 名越駅間の開通に伴い貝塚南駅として開業[3]。
- 1934年（昭和9年）1月20日：貝塚駅 - 当駅間の旅客営業開始[4]に伴い途中駅となる。
- 1952年（昭和27年）1月1日：海塚駅に改称。
- 1972年（昭和47年）12月25日：廃止。

### 駅名の由来
駅所在地の大字、「海塚」から。なお、当駅の所在地（麻生郷村）を含む近隣の村（島、北近義、南近義の各村）の合併により貝塚町が誕生したが、同町が1943年（昭和18年）5月1日に市制を施行（貝塚市が発足）した後も「海塚」という地名はそのまま残っている。

## 駅周辺
駅そのものは貝塚駅を出た水間線の列車（水間〈現・水間観音〉方面行き）がカーブを通過した後のストレート上にあった。なお、当項では駅廃止後の主要施設を解説する。
- 貝塚市シルバー人材センター
- 貝塚年金事務所
- 貝塚市立第一中学校
- 貝塚郵便局

当駅跡と貝塚市役所前駅の間には大阪府立貝塚高等学校がある。

## 隣の駅
水間鉄道
水間線
貝塚駅 - 海塚駅 - 貝塚市役所前駅